# Evangelisches Krankenhaus Essen-Werden
Das Evangelische Krankenhaus Essen-Werden liegt im Essener Stadtteil Werden. Es gehört mit der Huyssens-Stiftung und dem Knappschaftskrankenhaus Essen zu den Kliniken Essen-Mitte, ist aber dennoch rechtlich selbständig.

## Geschichte
Im Jahre 1854 erweiterte die evangelisch-lutherische Gemeinde das Armen- und Waisenhaus, die Herberge der Armen, um ein Krankenhaus. In Zeiten der Industrialisierung im aufstrebenden Ruhrgebiet war dieses bald zu klein geworden. Gleichzeitig stiegen die Bedürfnisse an sozialer Hilfsbereitschaft. 1886 stifteten die Familien Forstmann und Huffmann ein Krankenhaus samt Grundstück, woraufhin die Gemeinde die Kosten für den Innenausbau und den Betrieb bereitstellte. Dieses 50 Betten umfassende Krankenhaus ist am 30. September 1888 eingeweiht worden. Großzügige Spenden ermöglichten in den Folgejahren bauliche Erweiterungen und Anpassungen an den medizinischen Fortschritt. Diakonissen des Kaiserswerther Mutterhauses hatten die Pflege übernommen.
Mit Beginn des Ersten Weltkrieges stagnierte diese Entwicklung. Durch die eintretende Inflation zur Weltwirtschaftskrise, den Zweiten Weltkrieg und schließlich eine Beschlagnahmung hemmten die Entwicklung insgesamt stark. Nach dem Krieg, im April 1951, erhielt die Evangelische Kirchengemeinde Werden das inzwischen sehr in Mitleidenschaft gezogene Krankenhaus wieder zurück.
Man beschloss einen Neubau des Krankenhauses, der Anfang der 1960er Jahre verwirklicht wurde, dessen Finanzierung mithilfe der Gründung einer gemeinnützigen gGmbH gesichert sein sollte. Nicht mehr die Gemeinde, sondern das Krankenhaus sollte sich selbst verwalten. Die Beteiligung am Krankenhaus lag zu 50 Prozent bei der Kirchengemeinde Werden, die andere Hälfte ging in Teilen an den Stadtkirchenverband und die Kirchengemeinden Bredeney und Heidhausen. Später wurde der Komplex um ein Schwesternwohnheim und einen Kindergarten erweitert.
Mitte der 1980er Jahre begann die Zusammenarbeit mit dem benachbarten katholischen St.-Josef-Krankenhaus, mit diesem es inzwischen auch mit einem Tunnel verbunden ist. Die Landesregierung, beide Kirchen und weitere Kostenträger schlossen im September 1998 einen Kooperationsvertrag. Seitdem firmieren beide weiterhin rechtlich selbständigen Kliniken unter dem Namen Kliniken Essen Süd – Christliche Krankenhausgemeinschaft Werden.
Im Jahr 2018 wurde die Kliniken Essen-Süd aufgelöst. Seitdem kooperiert das Evangelische Krankenhaus mit den Kliniken Essen-Mitte.

## Kliniken, Abteilungen
Das Evangelische Krankenhaus Essen-Werden verfügt heute über eine Kardiologie, eine Hämatologie/Onkologie/Stammzelltransplantation, eine Augenklinik, eine Klinik für Anästhesie, eine Klinik für Kinder- und Jugendpsychiatrie und eine Rheumatologie.

## Patientenbewertung
Bei einer Umfrage der Techniker Krankenkasse im Jahr 2013 wurde das Evangelische Krankenhaus Essen-Werden mit einer Patientenzufriedenheit von 85,7 Prozent bewertet. Das ist der vierthöchste Wert eines Krankenhauses im erweiterten Umkreis des Ruhrgebietes.